# Élections sénatoriales de 2011 en Guadeloupe
Les élections sénatoriales en Guadeloupe ont lieu le dimanche 25 septembre 2011. Elles ont pour but d'élire les sénateurs représentant le département au Sénat pour un mandat de six années.

## Contexte départemental
Lors des élections sénatoriales du 26 septembre 2004 en Guadeloupe, trois sénateurs ont été élus, une de l'UMP et deux Divers gauche.
Depuis, tous les effectifs du collège électoral des grands électeurs ont été renouvelés, avec les élections législatives françaises de 2007, les élections régionales françaises de 2010, les élections cantonales de 2008 et 2011 et les élections municipales françaises de 2008.

## Sénateurs sortants
| Sénateur | Sénateur               | Parti | Fonctions lors de l'élection en 2004      |
| -------- | ---------------------- | ----- | ----------------------------------------- |
|          | Jacques Gillot         | GUSR  | Président du conseil général              |
|          | Daniel Marsin          | LGM   | Maire des Abymes                          |
|          | Lucette Michaux-Chevry | UMP   | Sénatrice sortante, conseillère régionale |

## Présentation des candidats et des suppléants
Les nouveaux représentants sont élus pour une législature de 6 ans au suffrage universel indirect par les 824 grands électeurs du département. En Guadeloupe, les sénateurs sont élus au scrutin majoritaire à deux tours. Leur nombre reste inchangé, 3 sénateurs sont à élire. Ils sont 18 candidats dans le département, chacun avec un suppléant,.
La sénatrice sortante, Lucette Michaux-Chevry, âgée de 82 ans, ne se représente pas.
| T/S | Candidats | Candidats             | Parti | Principale fonction                                     |
| --- | --------- | --------------------- | ----- | ------------------------------------------------------- |
| T   |           | Jacques Bangou        | PPDG  | Conseiller général, maire de Pointe-à-Pitre             |
| S   |           | Marlène Bernard       | PPDG  | Conseillère régionale                                   |
| T   |           | Sophie Amacin         | CELV  |                                                         |
| S   |           | Gladys Loco           | CELV  |                                                         |
| T   |           | Félix Desplan         | FGPS  | Conseiller général, maire de Pointe-Noire               |
| S   |           | Fabert Michely        | FGPS  | Conseiller général, adjoint au maire des Abymes         |
| T   |           | Jacques Cornano       | DVG   | Conseiller général, maire de Saint-Louis                |
| S   |           | Françoise Floricourt  | DVG   |                                                         |
| T   |           | José Toribio          | DVG   | Conseiller général, maire de Lamentin                   |
| S   |           | Chantal Lerus         | DVG   |                                                         |
| T   |           | Paul Confiac          | DVG   |                                                         |
| S   |           | Claudia Boucher       | DVG   |                                                         |
| T   |           | Dominique Théophile   | GUSR  | Conseiller général                                      |
| S   |           | Claude Jacques        | GUSR  |                                                         |
| T   |           | Jacques Gillot        | GUSR  | Sénateur sortant, président du conseil général          |
| S   |           | Ary Chalus            | GUSR  | Conseiller général, maire de Baie-Mahault               |
| T   |           | Léopold Deher-Lesaint | DIV   |                                                         |
| S   |           | Ginette Courbain      | DIV   |                                                         |
| T   |           | Mehdi Keïta           | DIV   |                                                         |
| S   |           | Fred Cassin           | DIV   |                                                         |
| T   |           | Daniel Marsin         | LGM   | Sénateur sortant, conseiller régional                   |
| S   |           | Germaine Chicot       | LGM   |                                                         |
| T   |           | José Ayassami         | DVD   |                                                         |
| S   |           | Monique Gadjadhar     | DVD   |                                                         |
| T   |           | Moïse Ayassami        | DVD   |                                                         |
| S   |           | Alex Elacmin          | DVD   |                                                         |
| T   |           | Sophie Touloucanon    | DVD   |                                                         |
| S   |           | Séverine Confiac      | DVD   |                                                         |
| T   |           | Guy Georges           | DVD   | Conseiller général, conseiller municipal de Basse-Terre |
| S   |           | Justina Favorinus     | DVD   |                                                         |
| T   |           | Joël Beaugendre       | UMP   | Conseiller général, maire de Capesterre-Belle-Eau       |
| S   |           | Teddy Mary            | UMP   | Conseiller municipal de Saint-François                  |
| T   |           | Blaise Aldo           | UMP   | Conseiller régional, maire de Sainte-Anne               |
| S   |           | Marie-Lucile Breslau  | UMP   | Maire de Baillif                                        |
| T   |           | Richard Yacou         | UMP   | Maire de Sainte-Rose                                    |
| S   |           | Samuel Damo           | UMP   | Adjoint au maire de Pointe-à-Pitre                      |

## Résultats
| Candidat et parti politique | Candidat et parti politique | Candidat et parti politique | Premier tour | Premier tour | Second tour | Second tour |
| Candidat et parti politique | Candidat et parti politique | Candidat et parti politique | Voix         | %            | Voix        | %           |
| --------------------------- | --------------------------- | --------------------------- | ------------ | ------------ | ----------- | ----------- |
|                             | Jacques Gillot              | GUSR                        | 529          | 67,47        |             |             |
|                             | Félix Desplan               | FGPS                        | 320          | 40,82        | 368         | 47,92       |
|                             | José Toribio                | DVG                         | 261          | 33,29        | 320         | 41,67       |
|                             | Jacques Bangou              | PPDG                        | 226          | 28,83        | Retrait     | Retrait     |
|                             | Jacques Cornano             | DVG                         | 207          | 26,40        | 412         | 53,65       |
|                             | Joël Beaugendre             | UMP                         | 176          | 22,45        | 187         | 24,35       |
|                             | Blaise Aldo                 | UMP                         | 135          | 17,22        | Retrait     | Retrait     |
|                             | Dominique Théophile         | GUSR                        | 106          | 13,52        | Retrait     | Retrait     |
|                             | Richard Yacou               | UMP                         | 70           | 8,93         | Retrait     | Retrait     |
|                             | Daniel Marsin               | LGM                         | 48           | 6,12         | Retrait     | Retrait     |
|                             | Sophie Amacin               | CELV                        | 30           | 3,83         | Retrait     | Retrait     |
|                             | Guy Georges                 | DVD                         | 28           | 3,57         | Retrait     | Retrait     |
|                             | Mehdi Keïta                 | DIV                         | 17           | 2,17         | Retrait     | Retrait     |
|                             | Paul Confiac                | DVG                         | 8            | 1,02         | Retrait     | Retrait     |
|                             | Léopold Deher-Lesaint       | DIV                         | 6            | 0,77         | 5           | 0,65        |
|                             | José Ayassami               | DVD                         | 1            | 0,13         | Retrait     | Retrait     |
|                             | Moïse Ayassami              | DVD                         | 0            | 0,00         | Retrait     | Retrait     |
|                             | Sophie Touloucanon          | DVD                         | 0            | 0,00         | Retrait     | Retrait     |
|                             |                             |                             |              |              |             |             |
| Inscrits                    | Inscrits                    | Inscrits                    | 824          | 100,00       | 824         | 100,00      |
| Abstentions                 | Abstentions                 | Abstentions                 | 16           | 1,94         | 16          | 1,94        |
| Votants                     | Votants                     | Votants                     | 808          | 98,06        | 808         | 98,06       |
| Blancs et nuls              | Blancs et nuls              | Blancs et nuls              | 24           | 2,91         | 40          | 4,85        |
| Exprimés                    | Exprimés                    | Exprimés                    | 784          | 95,15        | 768         | 93,20       |